# Viktor Brack
Viktor Brack (ur. 9 listopada 1904 w Haaren, stracony 2 czerwca 1948 w Landsberg am Lech) – zbrodniarz hitlerowski, zastępca szefa Kancelarii Hitlera, odpowiedzialny za przeprowadzenie akcji T4 oraz za plany masowej eksterminacji i sterylizacji europejskich Żydów.

## Kariera w partii nazistowskiej
Członek NSDAP i SS od 1929 roku (w tej ostatniej osiągnął w 1940 roku stopień SS-Oberführera). Początkowo studiował rolnictwo na Uniwersytecie Technicznym w Monachium, ale po trzech semestrach przerzucił się na ekonomię ze względu na słabe perspektywy kariery. Przyjaźnił się z Heinrichem Himmlerem (był m.in. jego szoferem). Dzięki tej znajomości został w 1936 łącznikiem między SS a Kancelarią Führera (niem. Kanzlei des Führers). Brack stopniowo awansował zostając w końcu zastępcą szefa tej Kancelarii Philippa Bouhlera i stanął na czele jednej z jej urzędów (tzw. biuro T4). Biuro to rozpatrywało m.in. skargi kierowane do Hitlera z całego obszaru III Rzeszy.

## Akcje T4 i 14f13
„Sławę” biuro Bracka zdobyło dzięki przeprowadzeniu tzw. akcji T4. Zmierzała ona do eksterminacji osób chorych umysłowo, inwalidów i starców na terenie Niemiec. Brack osobiście kierował i nadzorował tę akcję (wyznaczał m.in. personel do jej wykonywania). Do 1941 roku akcja T4 pochłonęła około 50 tysięcy ofiar. Została wstrzymana ze względu na masowe protesty opinii publicznej w Niemczech, na których czele stał zwłaszcza miejscowy Kościół. Ofiary zabijano w komorach gazowych imitujących łaźnie lub sauny, a do bezpośredniego mordowania ludzi używano tlenku węgla, sposobu który następnie został wykorzystany do eksterminacji europejskich Żydów. Brack był także odpowiedzialny za tzw. akcję 14f13, czyli wymordowanie niezdolnych do pracy więźniów obozów koncentracyjnych. Sposób zabijania był tu identyczny jak przy akcji T4.

## Operacja Reinhardt
Doświadczenia nazistów, zdobyte przy okazji akcji T4 zostały przez nich wykorzystane do masowej eksterminacji Żydów w obozach zagłady w okupowanej Polsce. Brack osobiście współdziałał z kierownikiem operacji Reinhardt Odilo Globocnikiem przy organizowaniu masowych mordów. Tlenek węgla był używany do zabijania Żydów w obozach w Treblince, Bełżcu, Kulmhofie i Sobiborze (w Auschwitz-Birkenau i na Majdanku stosowano Cyklon B), a personel kierowniczy obozów zagłady rekrutował się w ogromnej części ze zbrodniarzy biorących uprzednio udział w akcji T4 (m.in. komendanci Treblinki Franz Stangl i Kurt Franz czy Herbert Lange, komendant Kulmhofu).

## Sterylizacja Żydów
W czasie gdy było przygotowywane „ostateczne rozwiązanie kwestii żydowskiej”, Himmler (w związku z kłopotami Rzeszy z siłą roboczą) wystąpił do Bracka o wynalezienie taniego i skutecznego sposobu sterylizacji zdolnych do pracy Żydów. Brack po konsultacjach z lekarzami, którzy brali udział w akcji T4, zaproponował w 1941 użycie promieni X, co umożliwiałoby przeprowadzenie sterylizacji bez wiedzy ofiar i na masową skalę (chodziło o 2-3 miliony Żydów). Brack napisał 23 czerwca 1942 list do Himmlera, w którym prosił o oddanie mu do dyspozycji odpowiedniej liczby lekarzy i personelu pomocniczego celem przeprowadzenia operacji. Himmler nakazał przeprowadzenie eksperymentów na więźniach Auschwitz, co, jako że Brack został przeniesiony do dywizji SS, nadzorował jego zastępca Blankenburg. „Eksperymentów” tych dokonywali lekarze SS (zwłaszcza Horst Schumann) i związane były one ze straszliwymi cierpieniami ofiar (zarówno fizycznymi, jak i psychicznymi), które następnie kastrowano. Testy przeprowadzano zarówno na mężczyznach, jak i kobietach narodowości żydowskiej, Rosjanach, Polakach, Cyganach czy jeńcach wojennych. Po wojnie 100 polskich więźniarek zeznawało o dokonanej na nich zbrodniczej sterylizacji.

## Proces i egzekucja
Brack stanął po wojnie przed Amerykańskim Trybunałem Wojskowym w tzw. procesie lekarzy (pierwszy z 12 procesów norymberskich). Na ławie oskarżonych zasiedli przedstawiciele służb medycznych III Rzeszy, w większości lekarze (Brack był jednym z trzech oskarżonych bez wykształcenia medycznego). Wobec niepodważalnych dowodów zbrodni (dowodami były liczne dokumenty i listy oraz zeznania świadków) Viktor Brack za: przeprowadzenie akcji T4 i 14f13, za udział w eksterminacji europejskich Żydów, za dokonanie zbrodniczych eksperymentów na więźniach obozów koncentracyjnych związanych ze sterylizacją oraz za przynależność do SS jako organizacji przestępczej skazany został na karę śmierci przez powieszenie. Wyrok wykonano 2 czerwca 1948 na dziedzińcu więzienia w Landsbergu.